# Luàna Bajramiová
Luàna Bajramiová (* 14. března 2001) je francouzská herečka a režisérka kosovského původu. Ve Francii žije od sedmi let. Jako herečka debutovala v deseti letech. Je absolventkou konzervatoře v Limeil-Brévannes.
Za roli Sophie ve filmu Céline Sciammaové Portrét dívky v plamenech získala Zlatou labuť na filmovém festivalu v Cabourgu a byla nominována na cenu César pro nejslibnější herečku. Hrála také v televizních seriálech Aux animaux la guerre a Sous la peau.
V roce 2021 natočila podle vlastního scénáře film La Colline où rugissent les lionnes.

## Filmografie
- 2011 Vítej, Kaniusho (TV film)
- 2014 14 millions de cris (krátkometrážní)
- 2016 Marion, 13 ans pour toujours (TV film)
- 2018 Konec školy
- 2018 Après la nuit (krátkometrážní)
- 2018 Aux animaux la guerre (TV seriál)
- 2019 Portrét dívky v plamenech
- 2019 Rodinná oslava
- 2020 Ibrahim
- 2020 Les 2 Alfred
- 2021 L'Événement
- 2021 Vrch řvoucích lvic
- 2022 Z (comme Z)